# Человек на чердаке (фильм, 1953)
«Человек на чердаке» (англ. Man in the Attic) — фильм нуар режиссёра Уго Фрегонезе, который вышел на экраны в 1953 году.
Фильм основан на романе 1913 года «Жилец» (англ. The Lodger) британской писательницы Мари Беллок Лаундз. По этому роману были ранее поставлены одноимённые фильмы режиссёрами Альфредом Хичкоком в 1927 году, Морисом Элви в 1932 году и Джоном Брамом в 1944 году, а позднее Дэвидом Ондаатье — в 2009 году.
Фильм рассказывает о расследовании серии убийств молодых женщин в Лондоне в 1888 году, который совершил человек, получивший прозвище Джек-потрошитель. В ночь, когда совершено очередное убийство, таинственный патолог Слейд (Джек Пэланс) арендует комнату и чердак у пожилой небогатой супружеской пары (Рис Уильямс, Фрэнсис Бавье). На следующий день из Парижа приезжает их племянница-актриса Лили Боннер (Констанс Смит), которую со Слейдом вскоре связывает взаимный романтический интерес. В неё также влюбляется инспектор Скотленд-Ярда Пол Уорвик (Байрон Палмер), который ведёт расследование дела Джека-потрошителя. В кульминационный момент, когда Уорвику с коллегами удаётся установить, что Джеком-потрошителем является Слейд, тот убегает от полиции и бесследно исчезает в реке.
Современные критики дали фильму в целом позитивную оценку как захватывающему зрелищу с отличной игрой Пэланса в главной роли. При этом отмечалось, что фильм уступает по уровню всем трём более ранним экранизациям романа, которые выходили под названием «Жилец».

## Сюжет
В 1888 году в Лондоне происходит серия убийств молодых женщин в районе Уайтчепел. Полиция усиливает бдительность, направляя в этот район три тысячи патрульных полицейских, однако это не приносит результата. В одну из ночей убийца, прозванный «Джек-потрошитель», оставляет четвёртую жертву. Той же ночью немолодой и не слишком удачливый бизнесмен Уильям Харли (Рис Уильямс) и его жена Хелен (Фрэнсес Бавье) открывают дверь тихому, прилично одетому незнакомцу с чёрным саквояжем, который представляется как мистер Слейд (Джек Пэланс) и заявляет, что пришёл по объявлению арендовать комнаты. Так как Харли нуждаются в деньгах, Хелен охотно проводит Слейда на верхний этаж дома, чтобы показать ему комнаты. Осматривая предложенное помещение, Слейд неожиданно показывает недовольство портретами старых актрис, которые развешены на стенах. После того, как Слейд узнаёт, что в доме есть чердак, он выражает готовность арендовать и его, говоря, что он нужен ему для проведения экспериментов, которые однако совершенно безопасны. Слейд вкрадчивым голосом объясняет Хелен, что работает патологом и часто вынужден задерживаться допоздна на работе. Он говорит, что его всё устраивает и готов заселиться прямо сейчас, давая Хелен деньги за аренду на месяц вперёд. Несколько минут спустя, зайдя в комнату Слейда, Хелен видит, что он переворачивает портреты актрис обратной стороной, говоря, что чувствует на себе их взгляды. Немного удивлённая, Хелен обещает убрать рисунки, одновременно сообщая, что её племянница Лили Боннер (Констанс Смит) тоже актриса. Лили только что завершила успешные выступления в Париже, и на следующий день возвращается в Лондон, где будет выступать в мюзик-холле.
Уильям и Хелен тепло встречают Лили, которая приглашает всех на своё вечернее выступление. Однако вечером Дейзи (Тита Филлипс), служанка в доме Харли, вдруг отказывается идти в мюзик-холл, так как опасается возвращаться поздно домой одна. Перед отъездом в театр Слейд знакомится с красавицей Лили, которая проявляет интерес к робкому, одинокому жильцу. Позднее тем же вечером, когда Лили готовится к выступлению в своей гримёрке, её навещает бывшая звезда мюзик-холла Энни Роули (Лилиан Бонд), которую уволили, когда она утеряла свою красоту, и теперь она вынуждена подрабатывать уличными выступлениями. Лили предлагает Энни свою помощь, однако та, пожаловавшись на свою жизнь и выпив шампанского, исчезает. Выступление Лили в откровенном стиле французского варьете вызывает у публики восторг. После концерта в гримёрку к Лили неожиданно заходит инспектор Скотленд-Ярда Пол Уорвик (Байрон Палмер), который сообщает, что Энни стала очередной жертвой Потрошителя. Уорвик спрашивает у Лили, о чём она говорила с Энни, а затем сообщает, что неподалёку от места убийства был замечен мужчина в ольстерском пальто и с чёрным саквояжем в руках. На следующее утро Уорвик приходит к Харли домой, чтобы увидеть Лили, которая произвела на него впечатление. Когда ему представляют Слейда, между двумя мужчинами сразу же возникает антипатия, возможно на основании того, что оба ревнуют друг друга к Лили. В ответ на вопросы Хелен, которая очень переживает по поводу Потрошителя, Уорвик рассказывает, что полиция уже выяснила, что Потрошитель — левша и маньяк, который убивает своих жертв случайно. В ответ на это Слейд заявляет, что Уорвик не понимает Потрошителя и потому никогда не поймает его, потому что тот делает только то, что является его сущностью. Вскоре после этого Хелен приходит в волнение, когда видит, что Слейд сжёг свой чёрный саквояж, на что Уильям отвечает ей, что он тоже спрятал свой саквояж подальше от посторонних глаз, так как любой человек с подобной сумкой сейчас попадает под подозрение.
На следующий день весёлая, общительная Лили приглашает Слейда выпить с ней чай, и во время разговора нежно целует его, вызывая с его стороны приятное смущение. Однако после того, как она спрашивает, почему тот не любит актрис, настроение Слейда меняется. Он рассказывает, что его мать была актрисой и что под её необыкновенной красотой скрывалось «гнусное сердце Иезавели». Из-за того, что она ушла от отца к молодому мужчине, отец спился и умер. Когда её красота ушла, мать осталась одна. Превратившись в конце концов в алкоголичку и проститутку, она умерла на улицах Уайтчепела. Он говорит, что любил и одновременно ненавидел свою мать. Лили тронул рассказ Слейда, однако в этот момент в доме появился Уорвик, предлагая Лили совершить экскурсию в Чёрный музей Скотленд-Ярда, где хранятся артефакты многих известных убийц. По просьбе Лили Уорвик неохотно приглашает с ними и Слейда. В музее Уорвик показывает предсмертные маски преступников и их орудия убийства, называя преступников зверьми, а собранные артефакты — трофеями. У Слейда вызывают отвращение такие речи Уорвика. Затем они подходят к месту, где развешены рисунки жертв Джека-потрошителя и заготовлено место для него самого. Уорвик рассуждает, что до этого Потрошитель убивал своих жертв каждые пять или шесть дней, и что сейчас он нарушил свой график уже на два дня, и побуждение убивать нарастает в нём. Разозлённый тем, что Уорвик думает, что понимает Потрошителя, Слейд предсказывает, что тот нанесёт очередной удар этой ночью. Несколько часов спустя становится известно, что убита ирландская иммигрантка Мэри Ленихан (Лиза Дэниелс), которая зарабатывала на жизнь пением в пабах. Той же ночью встревоженная Лили просыпается в своей кровати, после чего поднимается на чердак к Слейду, где обнаруживает, что тот сжигает своё ольстерское пальто, на котором видны пятна, похожие на пятна крови. Слейд однако объясняет, что сжигает пальто, чтобы предотвратить заражение, так как в результате неудачного эксперимента на него попало опасное вещество.
На следующее утро взволнованная Хелен, которая стала подозревать, что Слейд и есть Потрошитель, хочет сообщить о его странных поступках в полицию, однако Уильям останавливает её и уговаривает Слейда остаться. После этого Слейд говорит Лили, что сегодня вечером придёт на её выступление, отметив, что там будет и Уорвик. Между тем инспектор, который тоже начал подозревать Слейда, направляется в университетскую больницу, где получает подтверждение, что Слейд действительно работает там патологом и часто задерживается допоздна на работе. Вечером Уорвик приезжает домой к Харли, чтобы проводить Лили в театр. Перед тем, как Лили спускается вниз, Уильям нехотя рассказывает Уорвику о тех странностях, которые они заметили в поведении Слейда. Инспектор осматривает комнату Слейда в надежде получить его отпечаток, чтобы сравнить его с тем, который обнаружен на месте последнего преступления. В этот момент в комнату заходит Лили, которая видит, как Уорвик роется в вещах Слейда и забирает портрет его матери, с которого собирается снять отпечатки. Такое поведение вызывает у Лили возмущение, и она обвиняет инспектора в том, что он преследует невиновного человека.
Во время выступления Лили, Слейд видит направленные на неё похотливые взгляды мужчин, что выводит его из себя. Тем временем в Скотленд-Ярде Уорвику не удаётся установить совпадение отпечатков Слейда с отпечатками с места преступления. В тот момент, когда Уорвик снимает отпечатки с портрета матери Слейда, сержант Бейтс (Гарри Кординг), помогающий Уорвику, замечает, что мать Слейда очень похожа на первую жертву Потрошителя Энн Лоренс. Они сравнивают изображения, устанавливая, что это одно лицо. После этого Уорвик со своими людьми стремительно направляется в театр, разыскивая Слейда в зрительном зале, однако его место пусто. В этот момент он находится с Лили в её гримёрке. В страстном порыве Слейд умоляет Лили уехать вместе с ним подальше от взоров других мужчин. Лили, которая уже начинает волноваться, говорит, что Слейд ей нравится, но она не собирается отказываться от сцены. Тогда Слейд запирает дверь и заявляет, что должен вырезать зло из её красоты, поднося нож к горлу Лили. Едва дыша, Лили говорит, что Слейд не сможет навредить ей, потому что он любит её. В этот момент Уорвик и его люди стучат в дверь, после чего Слейд, так и не пустив в ход нож, бросает его и убегает через окно. После длительной погони по улицам Уайтчепела Уорвик добирается до реки. Полиция видит, как Слейд заходит в реку и исчезает под водой. Хотя Уорвик и его подчинённые тут же обыскивают реку, однако им не удаётся его найти. После завершения неудачных поисков Уорвик заявляет, что река не так темна и не столь глубока, как то, куда отправился Слейд.

## В ролях
- Джек Пэланс — Слейд
- Констанс Смит — Лили Боннер
- Байрон Палмер — инспектор Пол Уорвик
- Фрэнсис Бавье — Хелен Харли
- Рис Уильямс — Уильям Харли
- Шон Макклори — констебль № 1
- Лесли Брэдли — констебль № 2
- Тита Филлипс — Дейзи
- Лестер Мэтьюз — главный инспектор Мелвилл
- Гарри Кординг — детектив сержант Бейтс
- Лиза Дэниелс — Мэри Ленихан
- Лилиан Бонд — Энни Роули
- Изабел Джуэлл — Кэти

## Создатели фильма и исполнители главных ролей
По информации Американского института киноискусства, «Человек на чердаке» стал первым фильмом продюсерской компании Panoramic Productions Леонарда Голдстейна (англ. Leonard Goldstein). Ранее Голдстейн работал продюсером на студии Twentieth Century Fox, а в июле 1953 года основал Panoramic для производства неширокоформатных фильмов категории В, которые выходили через Fox, которая в то время концентрировались на производстве крупнобюджетных фильмов категории А в формате CinemaScope. Когда Panoramic была сформирована, Fox позволила Голдстейну выбрать и взять в работу десять своих сценариев, в основу одного из которых был положен роман Мари Беллок Лаундз «Жилец». Согласно статье в «Голливуд Репортер» от 15 июля 1953 года, Голдстейн также получил доступ к контрактным актёрам Fox и некоторым членам творческой группы, «многие из которых оказались под угрозой увольнения из-за сокращения персонала в связи с уменьшением числа фильмов после перехода на формат CinemaScope». В статье также говорилось, что Panoramic будет делать фильмы с бюджетом приблизительно в 500 тысяч долларов, и что Голдстейн будет получать фиксированную зарплату за каждую картину плюс процент от прибыли. В сентябре 1953 года Соглашение между студиями было расширено ещё на десять картин.
Для постановки фильма был приглашён опытный аргентинский режиссёр Уго Фрегонезе, известный по таким голливудским картинам, как «Бродяга в седле» (1950), «Дорога с односторонним движением» (1950), «Барабаны апачей» (1951), «Дующий ветер» (1953), «Чёрный вторник» (1954) и «Рейд» (1954).
Американский актёр украинского происхождения Джек Пэланс завоевал номинации на «Оскар» за роли второго плана в фильмах «Внезапный страх» (1952) и «Шейн» (1953), а в 1978 году завоевал «Оскар» за роль в фильме «Городские пижоны» (1991). Он также запомнился ролями в фильмах нуар «Паника на улицах» (1950) и «Большой нож» (1955), в военной драме «Атака» (1956) и вестерне «Профессионалы» (1966). Кроме того, он сыграл в фильме Жана-Люка Годара «Презрение» (1963), в фильме Тима Бёртона «Бэтмен» (1989), а также в фильме Андрея Кончаловского «Танго и Кэш» (1989).
Британская актриса Констанс Смит имела непродолжительную кинокарьеру, которая началась в конце 1940-х и фактически закончилась в конце 1950-х годов. За это время она сыграла роли в 28 фильмах, среди которых «Жаворонок в грязи» (1950), «Тринадцатое письмо» (1951), «Пленники болот» (1952), «Красное небо Монтаны» (1952), «Импульс» (1954) и «Большая наводка» (1955).

## Другие фильмы по роману Мари Беллок Лаундз
Как пишет историк кино Джефф Стаффорд, нераскрытое дело Джека-потрошителя, который терроризировал лондонский Ист-Энд в 1888—1891 годах, стало темой бесчисленных фильмов, телесериалов, книг и комиксов. Без сомнения, одним из самых популярных произведений на эту тему был бестселлер британской писательницы Мари Беллок Лаундз «Жилец» (англ. The Lodger), который впервые появился как рассказ в журнале McClure’s в январе 1911 года, и был опубликован отдельной книгой как роман в 1913 году. В 1916 году на основе романа Лаундз драматург Х. А. Вэчелл (англ. H. A. Vachell) написал пьесу под названием «Жилец (Кто он)».
Хотя Джек-потрошитель как персонаж фигурировал во многих фильмах, роман Лаундз, в котором персонаж на самом деле не определён как Потрошитель, является основой лишь для нескольких фильмов. Первая (немая) кинокартина, основанная на романе, была поставлена Альфредом Хичкоком в 1927 году на студии Gainsborough под названием «Жилец» (1927).. По словам Стаффорда, в этом фильме Хичкок изменил концовку истории Лаундз, показав, что подозреваемый в убийствах Джонатан Дрю был невиновен, а Джеком-потрошителем был кто-то другой. Роль главного подозреваемого в этом фильме сыграл Айвор Новелло, который снова сыграл заглавную роль в 1932 году в фильме студии Twickenham «Жилец» (1932), который поставил Морис Элви (он был выпущен в США в 1934 году под названием «Призрачный демон»). Как далее отмечает Стаффорд, «фильм, который многие считают образцовой версией романа Лаундз», вышел в 1944 году на студии Twentieth Century Fox под названием «Жилец» (1944). В этот фильм поставил Джон Брам, а главную роль в нём сыграл Лэйрд Крегар. Наконец, в 1953 году вышел ещё один ремейк «Жильца», на этот раз под названием «Человек на чердаке», с Джеком Пэлансом в главной роли. В отличие от своего ближайшего предшественника, фильма категории А в постановке Джона Брама и с первоклассными актёрами, включая Джорджа Сэндерса, Мерл Оберон и Седрика Хардвика, это был фильм категории В. Как отмечает Шварц, в «Человеке на чердаке» Потрошителю даётся более явный мотив, чем в других версиях, когда показывается, что он ненавидит актрис, потому что его мать была актрисой, опозорившей его отца, после чего тот опустился и умер.

## История создания фильма
Фильм находился в производстве на студии RKO-Pathé Studios с 25 августа до 22 сентября 1953 года. Фильм был выпущен в прокат в декабре 1953 года, премьера картины прошла в Сан-Франциско 31 декабря 1953 года.

## Оценка фильма критикой
По мнению современного историка кино Крейга Батлера, «хотя это и не лучшая история о Джеке-потрошителе — даже не лучшая версия истории Мари Беллок Лаундз — фильм довольно захватывающий, и большую часть его силы обеспечивает мощная игра Джека Пэланса». Пэланс прекрасно ведёт свою игру и господствует в фильме почти с самого начала. Действительно, Пэланс настолько доминирует, что из-за этого даже теряется значительная часть саспенса. По мнению критика, режиссёр Уго Фрегонезе должен был обратить на это внимание и внести соответствующие коррективы. И всё же, по словам Батлера, «угрожающий и таинственный Пэланс настолько увлекателен, что он покрывает этот недостаток». Кроме того, Батлер полагает, что недостаткам фильма можно отнести актёрскую игру некоторых исполнителей, включая Бовье и Констанс Смит, а также пару «слишком затянутых музыкальных номеров» с участием Смит. Однако, как пишет критик, «пока там есть Пэланс, не трудно и пропустить мимо эти недостатки».
Как отметил историк кино Джефф Стаффорд, в отличие от своего непосредственного предшественника, фильма Джона Брама «Жилец» (1944), эта картина «совершенно явно была фильмом категории В с Джеком Пэлансом в качестве единственного актёра высокого уровня в составе». И всё же, по мнению Стаффорда, «это фильм атмосферный и верный сюжетной линии Лаундз», а также «увлекательное зрелище для поклонников Пэланса, которые получат удовольствие от его особой марки угрюмого эгоцентризма и напряженности».
Историк кино Спенсер Селби написал, что это «вторая нуаровая киноверсия романа „Жилец“ с хорошей игрой Джека Пэланса». По мнению Майка Кини, это «более слабый ремейк „Жильца“ 1944 года». Как полагает критик, «Пэланс хорош в роли странного жильца, но фильм слишком медленный, а Фрэнсис Бавье выглядит и играет слишком похоже на свою героиню тётю Би из известного телевизионного ситкома „Шоу Энди Гриффита“ (1960—1968)».
Киновед Деннис Шварц невысоко оценил картину, написав, что «Фрегонезе ставит бесхитростную, непроработанную и неувлекательную историю о Джеке-потрошителе, которая значительно мельче предыдущих версий», включая все три фильма под названием «Жилец» — немую картину Альфреда Хичкока, первый звуковой фильм 1932 года и захватывающий фильм 1944 года в постановке Джона Брама с Лэйрдом Крегаром в главной роли. Как пишет Шварц, «кажется, в этом ремейке не было никакого смысла. Напряжение в фильме иссекает сразу после нескольких небрежно поставленных убийств в туманных переулках», а в финале картины Фрегонезе «прибегает к кульминационной погоне по мощеным улицам за экипажем, запряженным лошадьми, имитируя погоню из вестернов». По словам киноведа, в этой картине «34-летний Пэланс играет значительно более сдержанно по сравнению со своей более бурной игрой, которой он прославился позже в своей успешной карьере».
По словам Стаффорда, как и «Жилец» 1944 года, так и «Человек на чердаке» используют тот же финал, что и в романе, где жилец оказывается дьявольским убийцей, что довольно очевидно почти с самого начала. Тем не менее, «эта предсказуемость добавляет столь необходимую напряжённость фильму, так как очень немногие из убийств Потрошителя происходят на экране. Но когда их показывают, то делают это поразительно тонко и сдержанно» в сравнении с более ярко выраженными демонстрациями убийств в таких фильмах, как «Джек-потрошитель» (1959), «Исследование кошмара» (1965), «Руки Потрошителя» (1971), «Джек-потрошитель» (1976) Хесуса Франко с Клаусом Кински и «Из ада» (2001).